# Keetie van Oosten-Hageroute

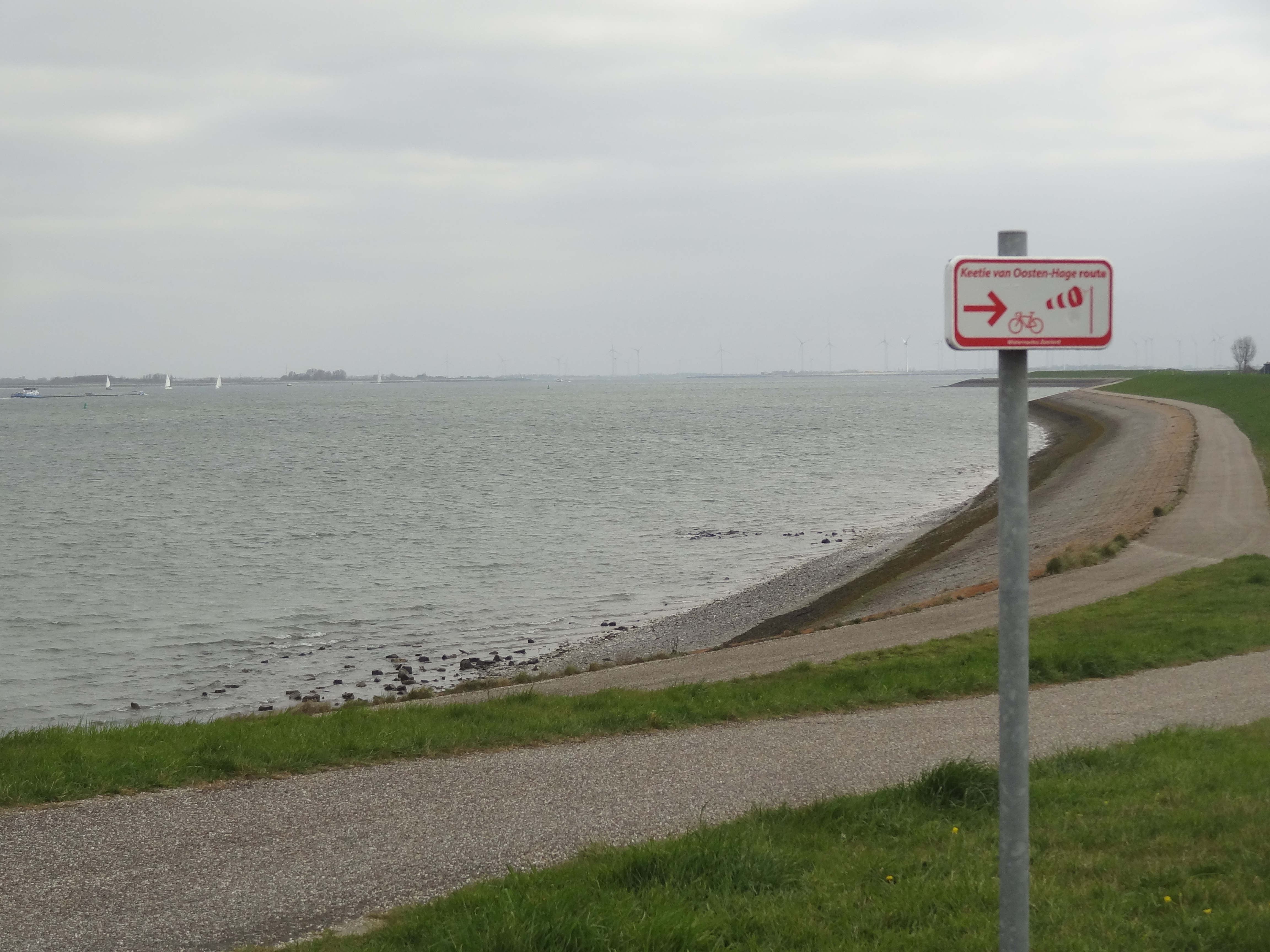
Bord Keetie van Oosten-Hageroute aan de Oosterschelde (Keeten) ten noorden van Stavenisse

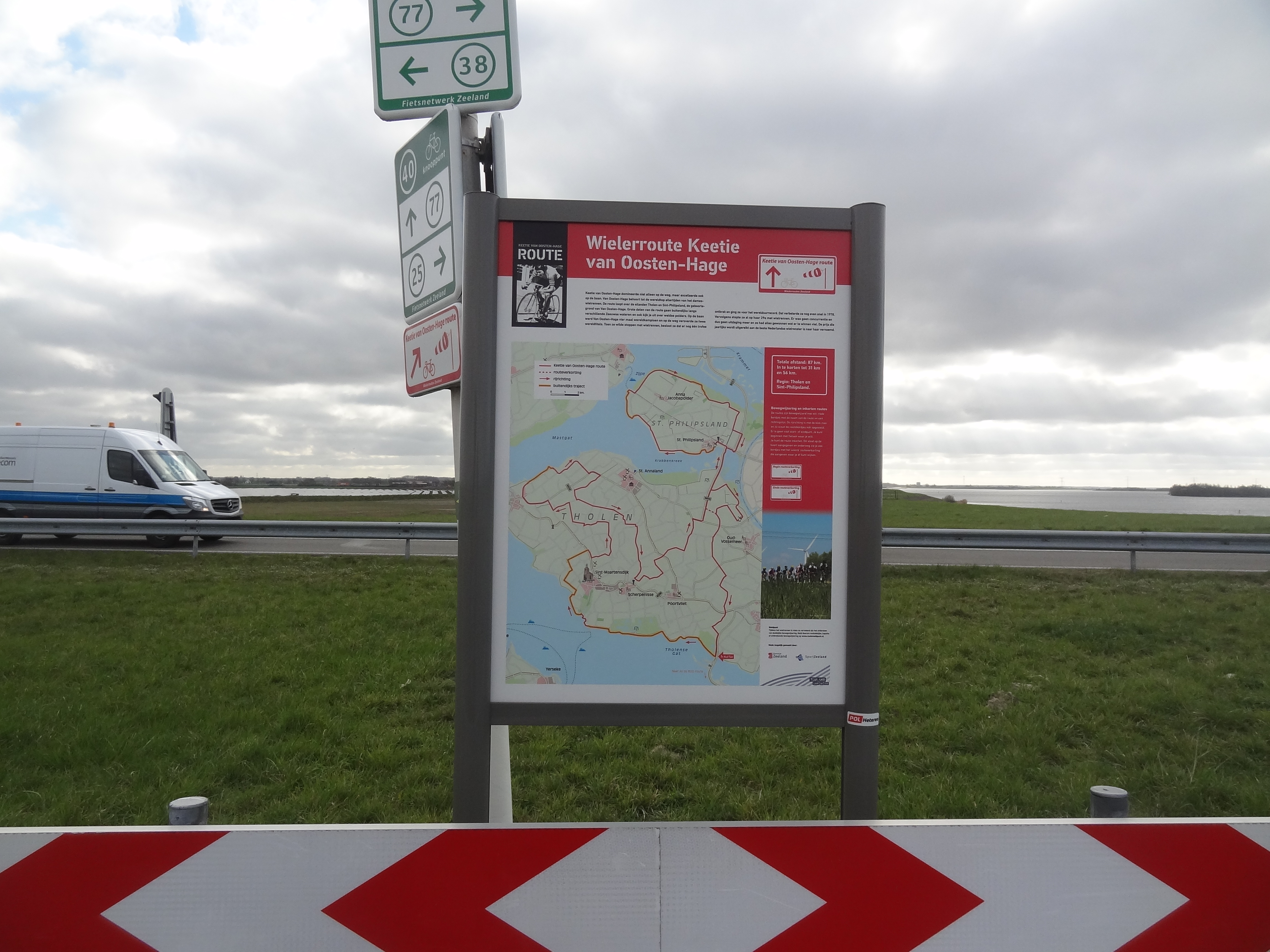
Informatiebord route nabij de Bergse Diepsluis op de Oesterdam

De Keetie van Oosten-Hageroute is een lusvormige fietsroute van 87 km in de Nederlandse provincie Zeeland. De toeristische wielerroute maakt een lus door het gebied waar Keetie van Oosten-Hage is opgegroeid. De route is bewegwijzerd en kan eveneens worden ingekort tot 2 lussen van 31 en 56 km. De doorsteek voor de verkorting is nabij Sint Philipsland. 

## Verloop
Op de Oesterdam nabij de Bergse Diepsluis staat een informatiebord over de route. De route is in één richting bewegwijzerd. Door over de Oesterdam naar Zuid-Beveland te fietsen kan worden aangesloten op de Jo de Rooroute. Bij de Bergse Diepsluis kan ook worden aangesloten op de Beleefroute: Expeditie Delta. Deze route kruist de route nog meermaals, onder andere in Stavenisse en bij de Krabbenkreekdam.
De route volgt de Oosterschelde. Net na Strijenham ligt Stoomgemaal Oosterschelde. Even verderop kruist de route de afgedamde Pluimpot waardoor het gelijknamige natuurgebied Pluimpot is ontstaan. Bij Sint Maartensdijk verlaat de route de Oosterschelde en gaat over Tholen naar Stavenisse. Na dit dorp volgt weer een stukje naast de Oosterschelde (Keeten).
Vervolgens gaat de route onderlangs Sint Annaland naar Scherpenisse en dan naar de Krabbenkreekdam. Hier is ook de routeverkorting mogelijk. 
Na de Krabbenkreekdam gaat de route het hele eiland Sint Philipsland rond. Hierbij komt de route door de gelijknamige plaats Sint Philipsland, maar ook langs de Bruinisser Stelberg, de Eendenkooi Sint Philipsland en de Slikken van de Heen. Eenmaal terug op Tholen gaat de route vrij rechtstreeks naar de Oesterdam terug.
Andere wielerroutes in Zeeland zijn de Jan Raasroute, Theo Middelkamproute en de Zeeuwse Windroute. Daarnaast is er de niet bewegwijzerde Wouter Weylandtroute.

## Zeeuwse Wieler Wind Zesdaagse
Sinds 2017 organiseert Sport Zeeland samen met plaatselijke wielerorganisaties de Zeeuwse Wieler Wind Zesdaagse. In 6 weekenden worden uitdagende recreatieve routes door de provincie Zeeland uitgezet waarbij gebruik wordt gemaakt van de bewegwijzerde wielerroutes en de Wouter Weylandtroute eveneens wordt toegevoegd.

## Aansluitingen op andere fietsroutes
- Op veel plaatsen kan gebruik worden gemaakt van het fietsroutenetwerk ter plaatse.
- Via de Oesterdam kan worden aangesloten op de Jo de Rooroute.